# Mikkel Herforth
Mikkel Herforth (født 25. september 1979 i Kokkedal ) er en dansk TV-vært. Han startede som vært på DR1's ungdomsprogram Boogie, og har siden været vært på Go' Morgen Danmark på TV 2 og Ham, Hun og Haven.
I sin tid som Boogie-vært udgav han sangen "Miss You Most At Christmas" med tilhørende musikvideo under navnet Mikk-El. Sangen blev til pga. et klagebrev han fik fordi han havde kritiseret Westlifes coverversion af "Mandy", og at han da bare kunne indspille en sang selv.nåede førstepladsen på Boogie-listen. Den blev fulgt op af den Peter André-inspirerede "Ohh La La La".

## Filmografi

### Tv
- Hotellet (2000-2001)
- Boogie (2002-2004)
- Negermagasinet (2005)
- Det vildeste westen (2005)
- Rent fup (2006)
- Postkort fra drengene (2004)
- Talent 2008 (2008)
- Til middag hos... (2010)
- GO' Sommer Danmark (2010-2011)

## Diskografi
- "Miss You Most At Christmas"
- "Ohh La La La"